# Elisa Beuter Sánchez-Villanueva
Elisa Beuter Sánchez-Villanueva   (segle XX) és una actriu i directora de doblatge catalana. Es va formar a l'escola de doblatge de l'APADECA.
Elisa Beuter ha posat veu a actrius com ara Phoebe Waller-Bridge (com a Indiana Jones i el dial del destí), Gal Gadot (per exemple, a Wonder Woman), Kristen Wiig (Els caçafantasmes) i Amy Adams. També va interpretar el paper de Carolyn Perron (Lili Taylor) a L'expedient Warren, de Gracie Atherton-Yoo (Julianne Moore) a Secrets d'un escàndol, i de la robot Galatea (Kiersten Warren) a L'home bicentenari. En animació, va doblar el protagonista de la sèrie Kiteretsu.
A més de la interpretació de veu, ha dirigit doblatges com el de la sèrie Sense rastre, i és ajustadora i professora de doblatge. És membre de la Junta directiva de l'associació professional Doblatge Unida de Barcelona, en què reivindica millors condicions pel sector.
És filla de la també actriu i directora de doblatge Juana Beuter.